# Gyöngyvér Horváth
Gyöngyvér Horváth (n. 9 februarie 1952, Cluj, România) este o artistă de etnie maghiară din Transilvania, România.

## Biografie
În 1977 a absolvit Secția Grafică (clasa prof. Feszt László) a Institutului de Arte Plastice „Ion Andreescu” din Cluj. După absolvire a lucrat ca proiectant modele la Viitorul Oradea și Mucart Cluj. Din 1987 a lucrat la redacția Igazság, respectiv Szabadság din Cluj-Napoca, de unde s-a pensionat.
A avut și colaborări ca ilustrator de carte cu editurile: Dacia, Kriterion, Tinivár, Napsugár etc. Participă din anul 1996 la Tabăra Internațională Inter-Art Aiud, unde conduce secția de grafică și face parte din colegiul de profesori coordonatori ai atelierelor de creație a taberelor Internațională de Creație pentru Tineret, Inter Art.

## Afilieri
- Membră al Uniunii Artiștilor Plastici din România, filiala Cluj
- Membră al Breslei Barabás Miklós din Cluj

## Galerie

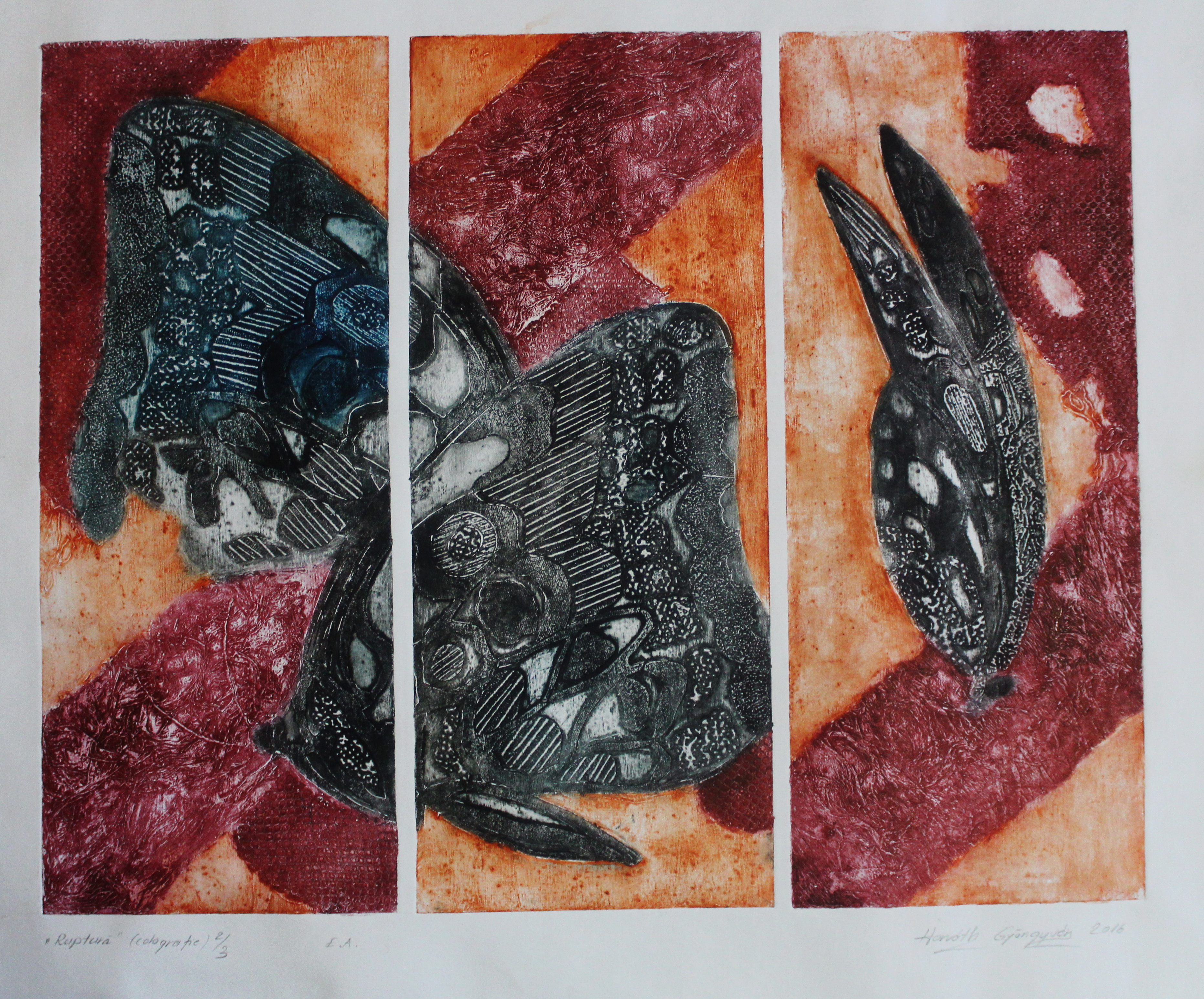
Ruptura - colografie
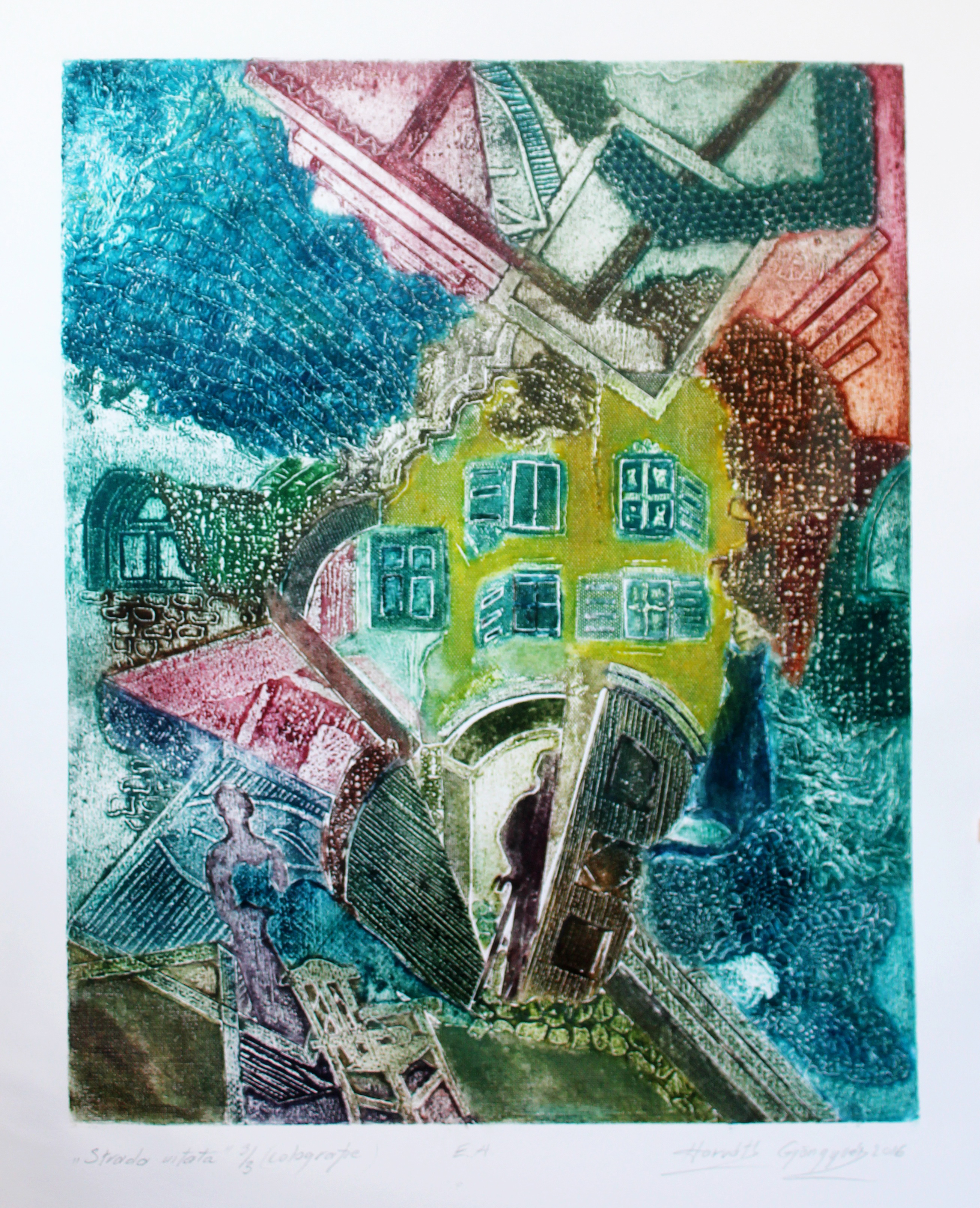
Strada uitată - colografie
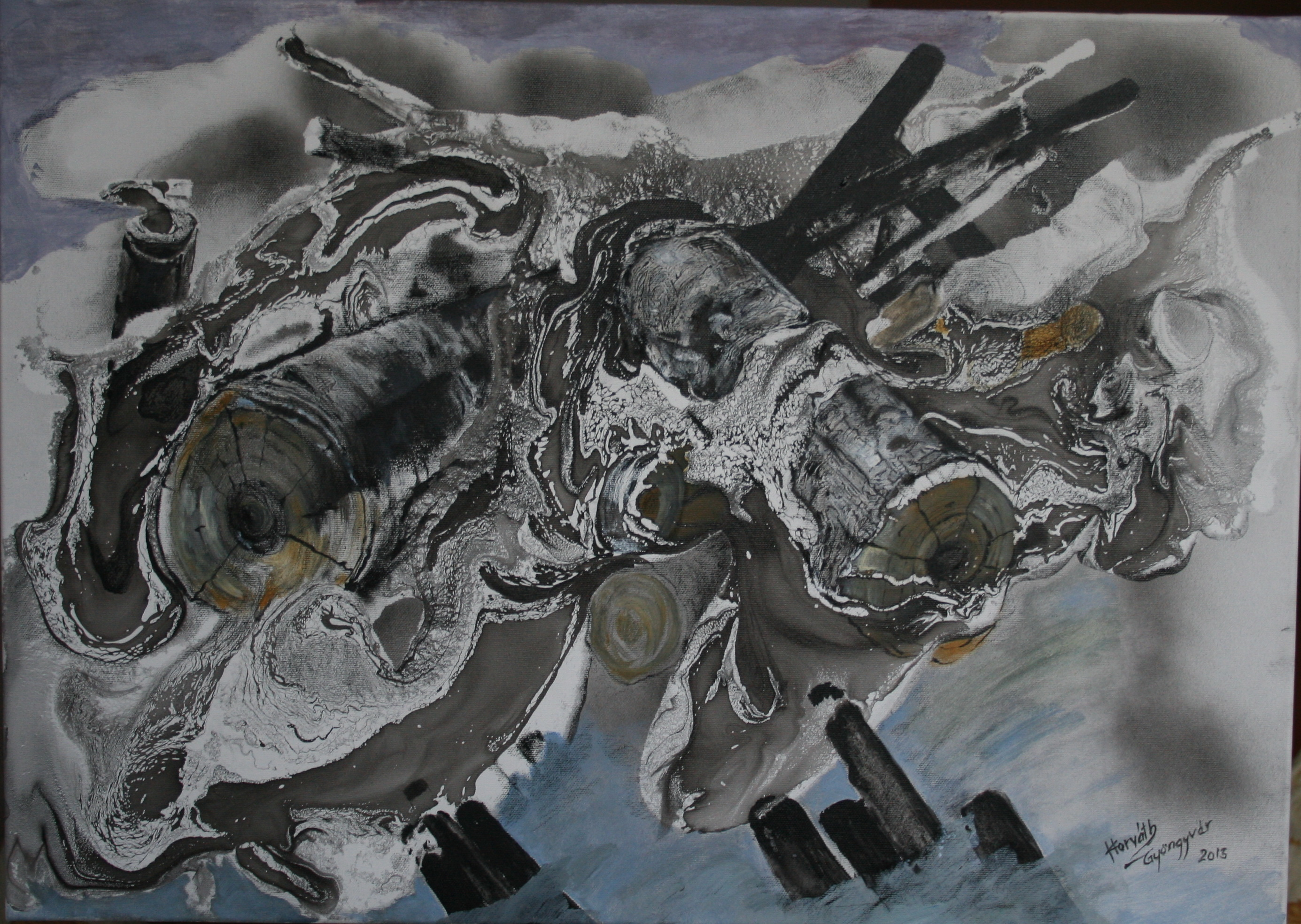
Vârtej - tehnica mixtă
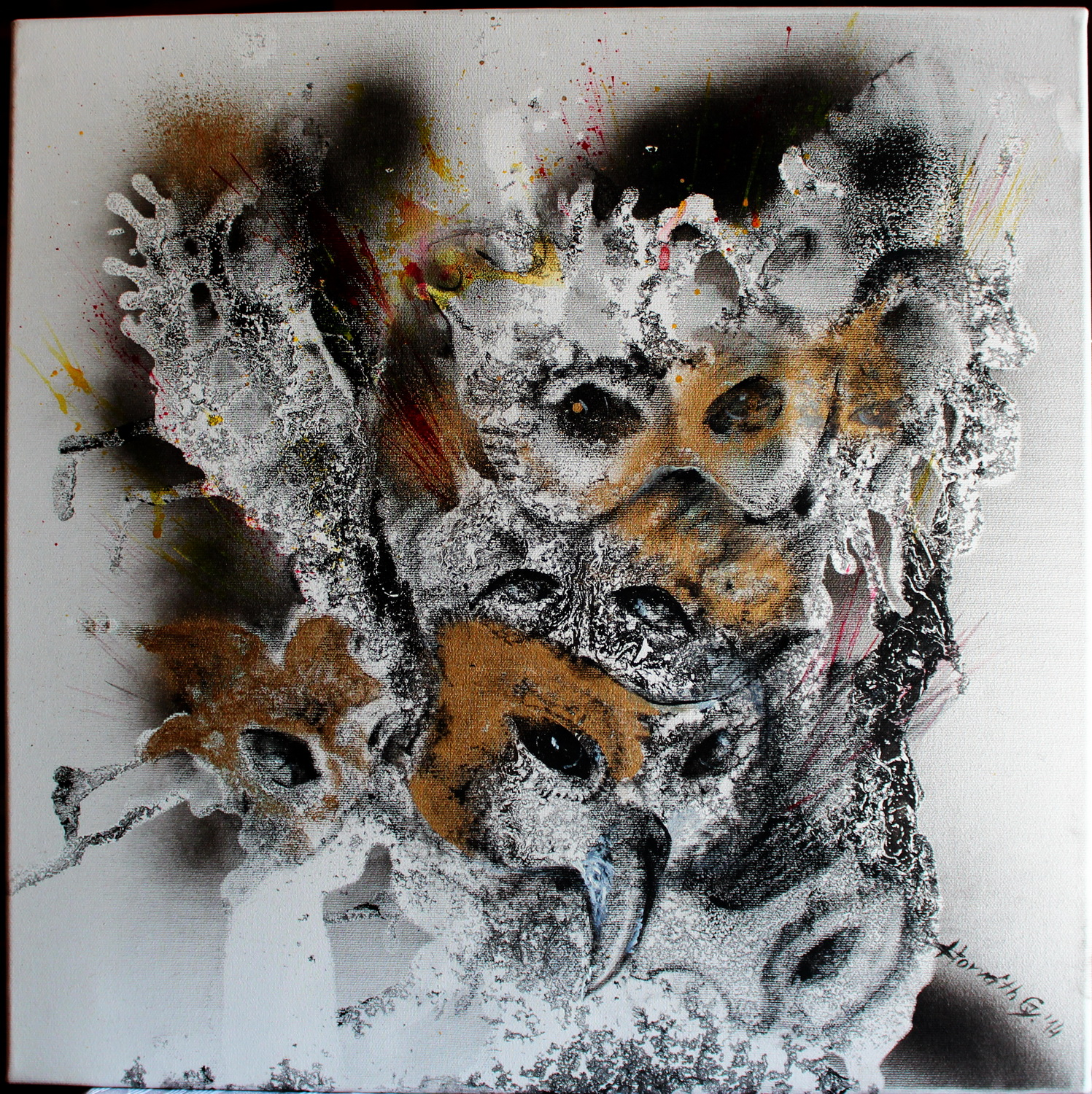
Masca - tehnica mixtă